# 仙台市交通局1000系電車
仙台市交通局1000系電車（せんだいしこうつうきょく1000けいでんしゃ）は、仙台市交通局が仙台市地下鉄南北線用に導入した通勤形電車。

## 概要
量産先行車は1985年（昭和60年）3月に落成し、翌々年の1987年（昭和62年）の南北線開業時から運用されている。開業時までに、4両編成19本（76両）が製造された。1992年（平成4年）の泉中央延伸時に4両編成1本、1996年（平成8年）には輸送力増強を目的としてさらに4両編成1本が増備され、2018年（平成30年）4月現在4両編成21本（84両）が在籍する。車両形式は1100形・1200形・1300形・1600形となっており、1400形・1500形は将来の6両編成化を見据え欠番となっている。
|          | ← 富沢泉中央 → |              |              |              |
| 形式     | 1100形         | 1200形       | 1300形       | 1600形       |
| 車両番号 | 1101 ： 1121   | 1201 ： 1221 | 1301 ： 1321 | 1601 ： 1621 |

- 次車分類[1]
  - 1次車（末尾01 - 10編成）
  - 2次車（末尾11 - 19編成）
  - 3次車（末尾20編成）
  - 4次車（末尾21編成）

## 車体
以下は登場当初の仕様について記載し、更新後については後述記述欄に記載する。
車体は20m級片側4扉のアルミ合金製で、薄肉大型・中空型材を使用して溶接線を減らし、軽量化とコストの削減をねらっている。先頭車は出入口付近の客扱いや乗客収容能力を考慮して中間車と同じ定員を確保したため、その全長は中間車よりも長い22mとなっている。車体幅は2900mmと地下鉄車両としては異例の広幅を採用した。これは将来的なクロスシートの改造工事を考慮したものである。
外観のデザインは地下を走る電車のイメージをはねのける「開放感」「軽快感」「穏やかさ」を表現するスタイルとなっており、旧市電の塗装にも一躍通ずるエンゼルホワイトをベースとして、前面窓まわりにエメラルドグリーン、腰部にライトグリーン・エメラルドグリーンの2色帯を配して、杜の都の躍動する若葉のイメージを表すようにした。前面ガラスは上下に大きな丸みを持たせた大型のものとし、乗務員の作業性、室内灯の反射防止、明るく斬新な感覚を持たせた。
軸重は20m級地下鉄車両としては初めて16 t級とし、土木構造物の建設費の低減を図っている。

## 車内設備
座席は側入口間を7人掛け、車端部を4人掛けとしたロングシート配置である。座席モケットはオレンジ系ストライプ柄で、背ずり部分の柄を変化させることで座席定員の明確化を図るほか、優先席は柄の濃淡を変えることで一般座席との区別をしやすくした。内張板と天井板は明るいベージュ系、床は茶系の配色として全体的には暖色系の配色でまとめ、外部色との調和を図った。また袖仕切には冬期の寒風対策として風防が設置されている。連結面は乗務員の車内監視や防犯上の効果をねらった広幅の貫通路となっており、1200形の八乙女寄にのみ大型ガラスの妻引戸が設置されている。乗降ドアの窓は楕円形という通勤型電車としては非常に珍しいものであり、この意匠は東西線の2000系や後継車両となる3000系のデザインにも受け継がれた。
当初は仙台の気候条件を勘案して冷房装置は設置せず、軸流送風機（ファンデリア）と横流ファン（ラインデリア）の長所を両立したラインフローファンを設置し、側窓はバランサー付きのものとした。
南北線では起点の八乙女駅（現在の起点は泉中央駅）を除いて各駅のプラットホームは列車の進行方向に対して必ず右側になり、ワンマン運転が前提であるため運転士がプラットホームの状況を確認する必要があることから、運転席は進行方向に対して右側に設置された。これに伴い東北地方の鉄道車両では初となる右手式のワンハンドルマスコンが採用された。

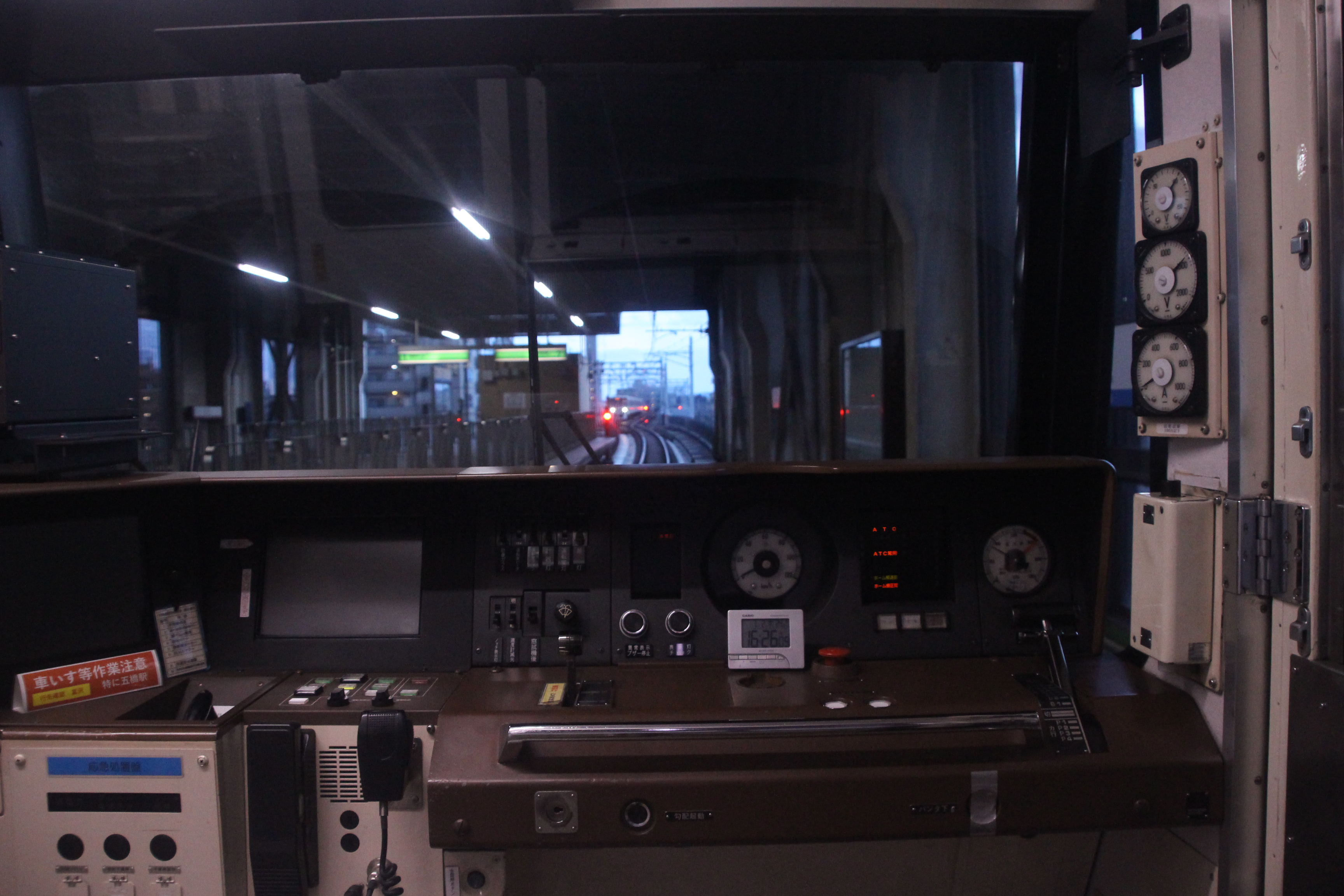
運転台

## 主要機器
主回路制御方式は、ATO運転及び手動運転との協調を図った回生ブレーキ付き電機子チョッパ制御を採用し、ATO運転に対応しうる十分な応答性、発熱源の排除、高加速・高粘着性能の確保、省電力化・保守省力化の達成を図っている。
当面は1編成につき電動車ユニットは1ユニットのため、故障時の冗長性を確保する目的でチョッパ装置は2相1重とし、1200型に1台搭載した。起動時は低周波起動、中速域における再加速及び回生制動時には定周波平均値制御、高速域においては弱め界磁制御を併用して高速特性を確保している。
主電動機は2M2T編成で高加速性能を得るため、1時間定格出力160kWと大出力の直流直巻電動機を使用し、各電動台車に2基ずつ装架する。設計に当たっては路線の曲線の速度制限をふまえて中速域でのトルクに重点を置き、再加速に備えているほか、容積利用効率を高めるため八角ヨークとして計画し、降雪対策として通風孔は下面のみとした。1時間定格値における端子電圧は375V、定格電流は475A、定格回転数は1540rpm(85%界磁)としている。
補助電源装置はGTOサイリスタ素子を使用した出力25kVAの静止形インバータ(SIV)を1300型に2基搭載する。
台車は固定軸距2,200mm、車輪径860mmとしたボルスタレス式のもので、増粘着装置を装備し、軸箱支持方式はエリゴバネを併用した、シェブロン式に類似するV型積層鋼板ゴムばね式とし、剛性の確保、台車枠と輪軸間のビビリ干渉の遮断、小振動の減衰による優れた振動特性を狙った。基礎ブレーキは電動台車・付随台車ともに外付けディスクブレーキとし、これにより制輪子などの騒音源排除、摩耗部材の局限、凍結防止による保守性の向上を達成している。外付けディスクブレーキは日本の地下鉄車両では唯一の採用例である。
駆動装置は歯車形軸継手式平行カルダン駆動とし、歯車箱は剛性の高い一体式としている。歯車比は低中速域での加速性に焦点を当てつつ、制御装置・主電動機の特性、高速域における回生性能も考慮して86:15=1:5.73に設定し、定員乗車時において回生ブレーキ単独で所定のブレーキ力の得られる速度は60km/hを確保した。
ブレーキ装置は日本エヤーブレーキ製の回生ブレーキ併用全電気指令式空気ブレーキを使用する。装置はATO運転に対応した応答性に優れたのもので、各台車付近には台車中継弁を設置する。常用ブレーキは最大7ノッチ指令が可能で、T車遅れ込め制御を併用する。電動空気圧縮機は同じく日本エヤーブレーキ製で水平対向2段圧縮、定格吐出量2,130L/minの D1215B-HS20B形 を1300型に2基搭載し、寒冷地対策として自動除湿機能を設けた。
日本の鉄道車両としてはATOによるファジィ制御を初めて採用した。またワンマン運転時における乗務員の運転操作・保守作業の容易化・確実化を図るため三菱電機製モニタリング装置を搭載しており、各装置・機器の異常動作時にはその内容及び復旧のための応急指示等をモニタビューアー（CRTディスプレイ）に表示しつつ、機器の故障記録を行う。
さらに乗務員のホーム監視支援のため、ホームに設置したカメラによりホーム及び車両側面の状況を撮影し、地上に設置された送光器から車上の受光器へ変調した映像信号（赤外線）を伝送してモニタビューアー（CRTディスプレイ）にホームの映像を映し出す、対列車画像伝送装置を備えている。システムは日立製作所と八木アンテナ（現・HYSエンジニアリングサービス）が開発した「対列車光空間伝送システム」を採用した。
集電装置は1200形に菱形パンタグラフ2基を搭載した。

## 更新・改造工事
2004年（平成16年）度より更新工事が始まり、未更新編成は2013年6月28日の運行が最後となった。更新工事が施工された車両は、系列名称が1000系から1000N系に変更されている。
更新工事の内容は以下の通り。
- 車内の化粧板と床敷物を取り替え。
- 一般席の座席表地をローズピンク色、中央1人分はオレンジ色のものに取り替え[15]。
- 中間車に車椅子スペースを設置。合わせて車椅子固定ベルト、壁面暖房器、安全手すりを新設。
- 客用ドア上部にLEDスクロール式車内案内表示器の設置。ただし車両番号の末尾が01の編成のみ、LEDマップ式表示器・LEDスクロール式表示器が混在。新造当初から設置されている第21編成（最終増備車）とは設置場所が異なる。
- 冷房装置を新設。装置は東芝製RPU9014形で、マイコン制御式、容量は34.9 kW（30,000kcal/h）。
- 制御装置をチョッパ制御から2レベルVVVFインバータ制御に更新（MAP-164-15V119形・1C2M2群、1200型に2基搭載）。
  - 装置は三菱電機製IPM（素子自己保護機能付きIGBT、3,300V・1,200A）素子を使用しており、ベクトル制御に対応している。
- 冷房化に伴い、補助電源装置はIGBT素子を使用した定格容量130 kVAの静止形インバータ（SIV・東芝製INV167形、1300型に搭載）に更新。
- ATC/ATO装置の更新。ブレーキ装置はブレーキ受量器をマイコン式に更新。
- ワイパーを空気式から電動式に取り替え。
- 運転台のモニタビューアー（CRTモニター）はホーム監視用モニターとモニタリング表示器用に分離した。
  - モニタリング装置は車上検査機能が追加され、モニター画面はタッチパネル式のカラー液晶ディスプレイとなった。
- 行先表示器のLED化。
- ベンチレーターの撤去（車両番号の末尾が01、07、09の編成は未施工）。
- 仕切扉の増設（車両番号の末尾が06、19の編成のみ）。

以下は更新工事時期とは直接関係のないものである。
- ドア付近のつり革増設。
- 排障器（スカート）の取り替え。
- 7人掛け座席中央部に縦手すり（スタンションポール）の設置（6人掛けへの変更）[16][17]。
- 仙台市地下鉄東西線開業に伴う車内自動放送の更新（2015年）。
- 全車でLED車内照明を搭載（2016年）。
- ドア開閉時に鳴動するブザーをチャイムへ更新（2018年）。

## 車両更新の置き換え
2024年度以降、新型車両3000系への置き換えを予定。全般検査のタイミングで順次車両を更新し、7年をかけて全21編成を置き換える。2025年8月時点ですでに量産先行車である第一編成が運行を終了している。